# Ece Temelkuran
Ece Temelkuran (Izmir, 22 de julio de 1973) es una escritora y periodista turca. Fue columnista para Milliyet entre 2000–2009 y Habertürk entre 2009 y enero de 2012, además de presentadora de televisión en Habertürk TV entre 2010 y 2011. Fue despedida desde Habertürk tras escribir varios artículos críticos hacia el gobierno, especialmente sobre la forma en que se manejó la masacre de Uludere de diciembre de 2011.
Fue nombrada en dos ocasiones la columnista política más leída de Turquía. Sus columnas también han sido publicadas en medios de comunicación internacionales como The Guardian y Le Monde Diplomatique.
Licenciada de la facultad de Leyes de la Universidad de Ankara, ha publicado 12 libros, incluyendo dos en idioma inglés (Deep Mountain, Across the Turkish-Armenian Divide el 2010 con Verso, y Book of the Edge el 2010 con BOA Editions). En 2008 estuvo de intercambio en el Reuters Institute for the Study of Journalism, tiempo durante el cual escribió Deep Mountain, Across the Turkish-Armenian Divide. Entre sus libros se encuentran Ne Anlatayım Ben Sana! (Everest, 2006), que abordó las huelgas de hambre de los prisioneros políticos turcos. Fue galardonada con el Ayşe Zarakolu Freedom of Thought Award otorgado por la Asociación de Derechos humanos de Turquía en 2008.
Su primera novela, Muz Sesleri (en español: Sonidos de Plátano), fue publicada en 2010 y ha sido traducido al árabe y polaco.
En 2019 publicó el libro Cómo perder un país. Los siete pasos que van de la democracia a la dictadura sobre el auge del populismo de derecha y cómo funciona, muestra cómo los movimientos populistas llegan al poder y luego transforman una democracia en un régimen autoritario.
Vive fuera de Turquía porque ya no se sentía segura: su defensa del laicismo y sus críticas a la deriva autoritaria del Gobierno de Recep Tayyip Erdoğan la ponían en riesgo.

## Obras
- Bütün Kadınların Kafası Karışıktır (İletişim, 1996; Everest, 2008)
- Oğlum Kızım Devletim-Evlerden Sokaklara Tutuklu Anneleri (Metis, 1997)
- Kıyı Kitabı (Everest, 2002, şiir-metin)
- İç Kitabı (Everest, 2002, şiir-metin)
- Dışarıdan Kıyıdan Konuşmalar (Everest, 2004)
- İçeriden Kıyıdan Konuşmalar (Everest, 2005)
- Biz Burada Devrim Yapıyoruz Sinyorita! (Everest, 2006)
- Ne Anlatayım Ben Sana! (Everest, 2006)
- Ağrının Derinliği (Everest, 2008)
- Muz Sesleri (Everest, 2010, roman)
- İkinci Yarısı (Everest, 2011)
- Kayda Geçsin  (Everest, 2012)
- Düğümlere Üfleyen Kadınlar  (Everest, 2013)
- Devir (Can, 2015)
- Cómo perder un país (Anagrama, 2019) [13]

## Premios
- Premio al mejor escritor periodístico (1998)
- Premio al periodista del año (1996, Gobierno alemán)
- Premio a la investigación del año (por el artículo Bekaret Testi Suçtur)
- Premio Beyaz Yorum (por sus artículos en Milliyet)
- Premio por la Paz (por artículos contra la guerra, entregado por la Asociación de Periodistas Contemporáneos)
- Premio Düşünce ve Demokrasi (por Biz Burada Devrim Yapıyoruz, Sinyorita!, entregado por la Asociación Médica de Turquía)
- Premio Barış Dostluk Demokrasi (2007, por Ne Anlatayım Ben Sana!)
- Premio por la libertad Ayşenur Zarakolu Düşünceye (2008, Asociación de Derechos Humanos)
- Premio Internacional de Periodismo de EL MUNDO 2023.[14]